# Dagmar Coester-Waltjen
Dagmar Dorothea Josefine Coester-Waltjen (* 11. Juli 1945 in Celle) ist eine deutsche Rechtswissenschaftlerin.

## Werdegang
Dagmar Coester-Waltjen studierte Rechtswissenschaft in Freiburg, München und Kiel. Ihr Referendariat durchlief sie an Stationen in verschiedenen Bundesländern und in Irland. An der Universität in Kiel promovierte Coester-Waltjen zum Thema „Die Stellung des überlebenden Ehegatten im irischen Erbrecht“. Sie erwarb den LL.M. an der University of Michigan (Vereinigte Staaten von Amerika) 1974/1975. Es folgte eine Zeit als Assistentin an den Universitäten in Augsburg und München. In München habilitierte sie zum internationalen Beweisrecht. Es folgten Professuren in Konstanz, Hamburg und schließlich ab 1987 in München, wo sie den Lehrstuhl für Bürgerliches Recht, Internationales Privatrecht und Rechtsvergleichung innehatte. Neben der Münchener Professur hatte sie Gastprofessuren in Freiburg (Schweiz) (1991), Nanjing (China, 1994), New York (1996 und 1999), Oxford (1998 und 2003) und Texas (2003) inne. 2008 übernahm sie, verbunden mit der Professur für Deutsches, europäisches und internationales Privat- und Prozessrecht an der Georg-August-Universität Göttingen die Leitung (bis zur Emeritierung 2012) des neugegründeten interdisziplinären Lichtenberg-Kollegs. Von 1988 bis 2012 war sie Mitherausgeberin der Zeitschrift Juristische Ausbildung.
2003 wurde ihr das Bundesverdienstkreuz am Bande verliehen, am 5. Juli 2006 wurde sie mit dem Bayerischen Verdienstorden ausgezeichnet. Seit 2002 ist sie ordentliches Mitglied der Academia Europaea. 2016–2020 war sie Mitglied des Deutschen Ethikrats.
Sie ist mit dem Rechtswissenschaftler Michael Coester verheiratet, der vor seiner Emeritierung an der Universität München lehrte. Mit ihm hat sie zwei Kinder.

## Schriften (Auswahl)
- Lebenswege: Die Gnade der späten Geburt. In: Zeitschrift für Europäisches Privatrecht 2021, S. 88–105.
- Familienrecht. 7. Auflage, Beck, München 2020.
- mit Ferdinand Wollenschläger: Ehe für Alle. Die Öffnung der Ehe für gleichgeschlechtliche Paare aus verfassungsrechtlicher und rechtsvergleichender Perspektive. Mohr Siebeck, Tübingen 2018.
- mit Gerald Mäsch: Übungen in internationalem Privatrecht und Rechtsvergleichung. 5. Auflage, De Gruyter, Berlin 2017.
- Mutterschutz in Europa. Der Schutz der erwerbstätigen Frauen während der Schwangerschaft und der Mutterschaft in den Mitgliedstaaten der Europäischen Gemeinschaften. Schweitzer, München 1986.
- Internationales Beweisrecht. Das auf den Beweis anwendbare Recht in Rechtsstreitigkeiten mit Auslandsbezug. Gremer, Ebelsbach 1983.
- mit Peter Schlosser und Hans-Ulrich Graba: Kommentar zum Gesetz zur Regelung des Rechts der allgemeinen Geschäftsbedingungen. Gieseking, Bielefeld 1977.
- Die Stellung des überlebenden Ehegatten im irischen Erbrecht. Jur. Diss. Kiel 1972.